# Čierny štít
Čierny štít (2434 m n. m.) je impozantní skalní pyramida nad třemi dolinami: Veľkou a Malou zmrzlou a Čiernou Javorovou dolinou. Nachází se na hřebeni mezi vrcholy Baranie rohy (2526 m n. m.) a Kolový štít (2418 m n. m.), necelých 1,5 km ZJZ od Kežmarského Zeleného plesa.

## Přístup
Čierny štít je turisticky nepřístupný. Pro horolezce je zajímavá jižní stěna. První horolezecký výstup je známý z r. 1898.